# Nematographium leucophlaeum
Nematographium leucophlaeum är en svampart som först beskrevs av Pier Andrea Saccardo, och fick sitt nu gällande namn av Goid. 1935. Nematographium leucophlaeum ingår i släktet Nematographium, divisionen sporsäcksvampar och riket svampar.   Inga underarter finns listade i Catalogue of Life.